# Buschammern
Die Buschammern (Atlapetes) sind eine neotropische Singvogelgattung aus der Familie der Neuweltammern (Passerellidae).

## Beschreibung
Buschammern sind mittelgroße Singvögel, die Größen zwischen 14,5 und 21 Zentimetern erreichen. Geographisch und morphologisch teilte Raymond Andrew Paynter, Jr. 1978 diese Gattung in die drei Artenkomplexe A. schistaceus, A. rufinucha und A. albinucha ein. Bei der Artengruppe A. schistaceus ist das Gefieder hauptsächlich grau. Der Artenkomplex A. rufinucha umfasst Arten mit einer überwiegend gelben Unterseite und einem einfarbigen Oberkopf. In der Gruppe A. albinucha befinden sich Arten mit einem zweifarbigen Oberkopf.

## Lebensraum und Lebensweise
Ihr Lebensraum ist das Unterholz an den Rändern von Bergwäldern und Waldland (Feucht- und Trockenwälder). Die Lautäußerungen der meisten Buschammerarten sind ähnlich und schwierig zu unterscheiden. Ihr Gesang, der hauptsächlich während der Dämmerung von erhöhten Sitzwarten zu hören ist, besteht aus einer Serie von ziemlich klaren Tönen, zum Beispiel einigen Variationen von tsi-tseee-tseee-tsi-tsi. Weiter gibt es verschiedene Kontaktrufe. Die Nahrung besteht aus Samen und Insekten.

## Etymologie
Der Gattungsname Atlapetes wurde 1831 von Johann Georg Wagler eingeführt. Die Herleitung stammt aus dem Griechischen und setzt sich aus den Silben atla für den Titan Atlas, dessen Name Träger, Dulder bedeutet und petes vom griechischen petes für der Flieger zusammen.

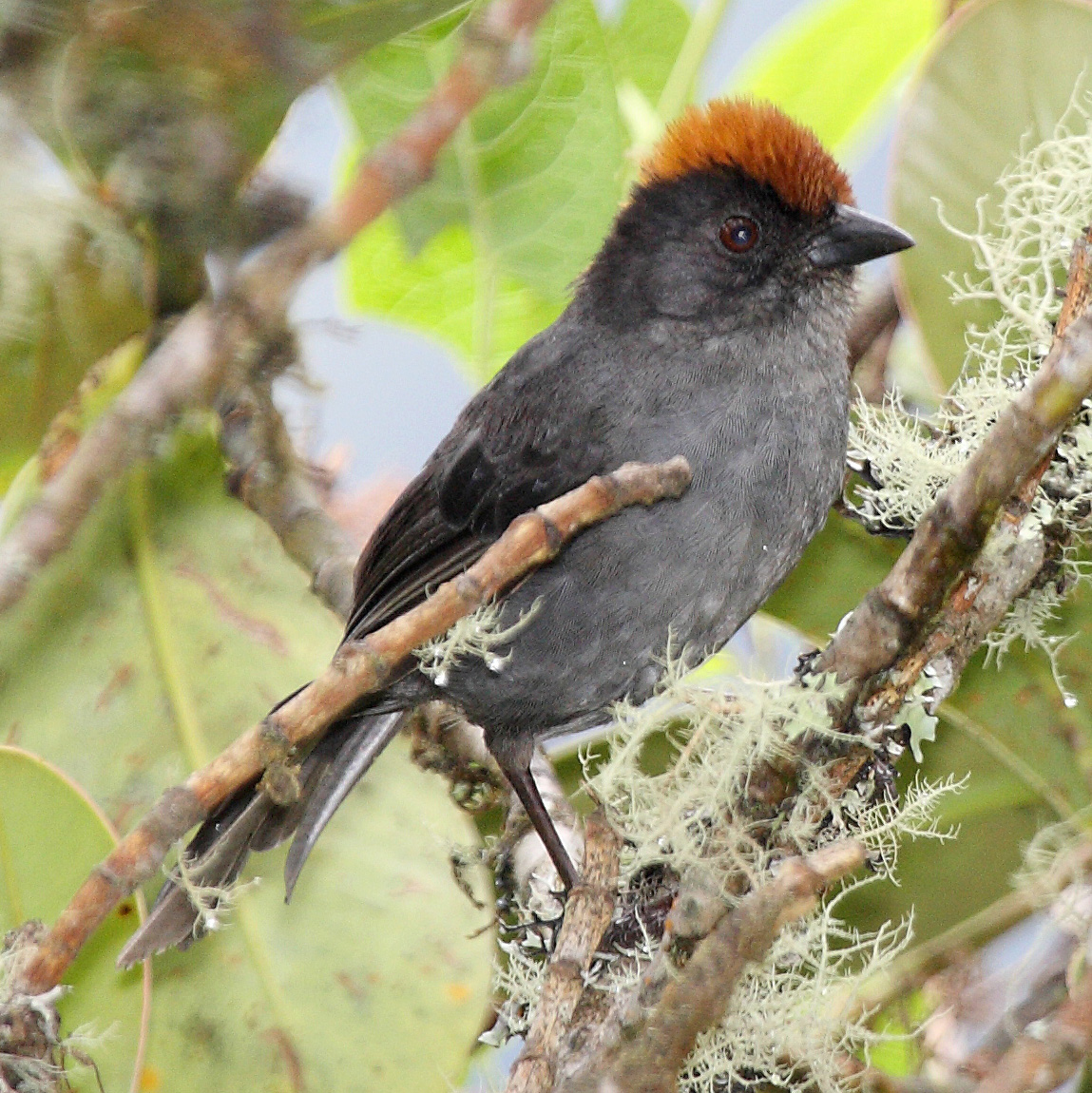
Schieferbuschammer (Atlapetes canigenis)

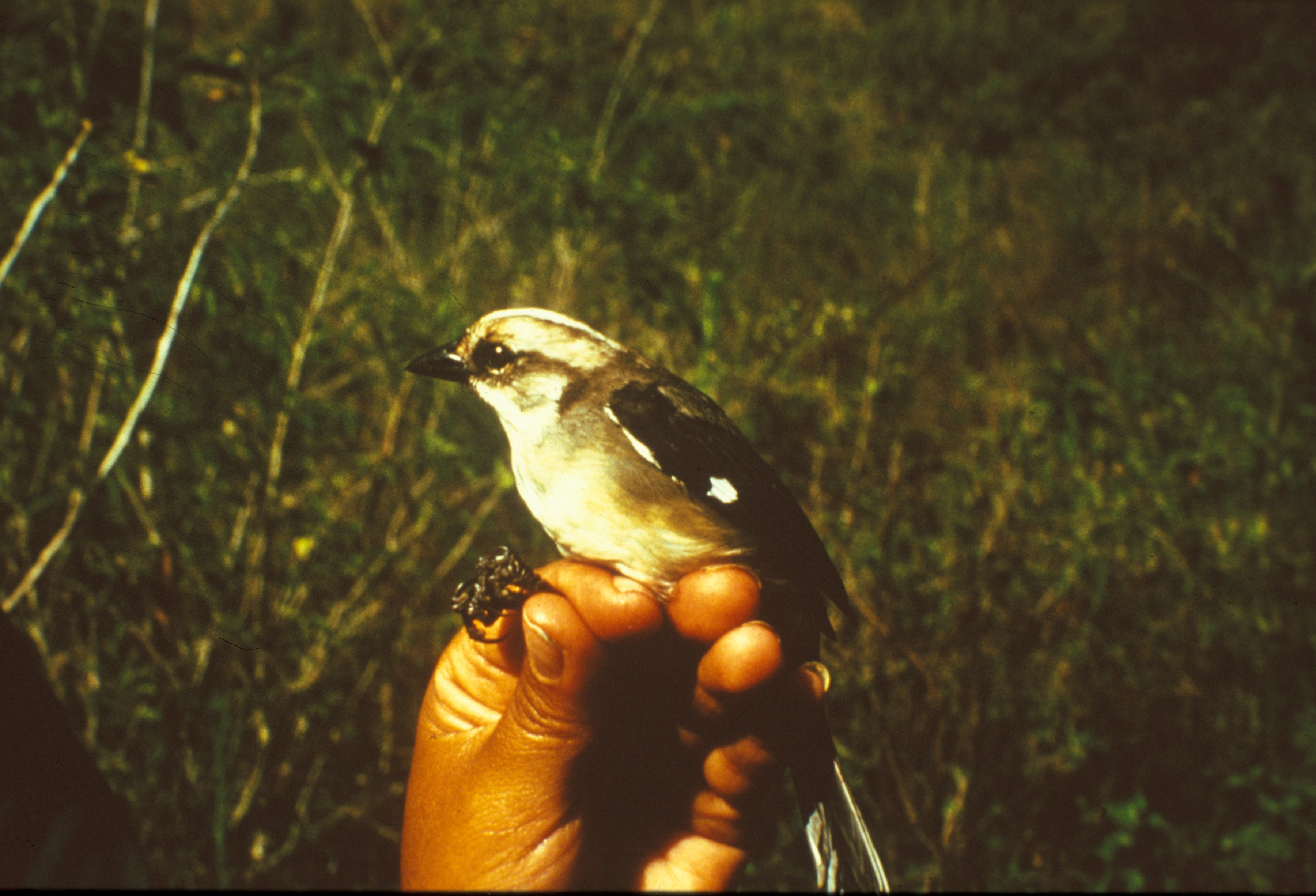
Blasskopf-Buschammer (Atlapetes pallidiceps)

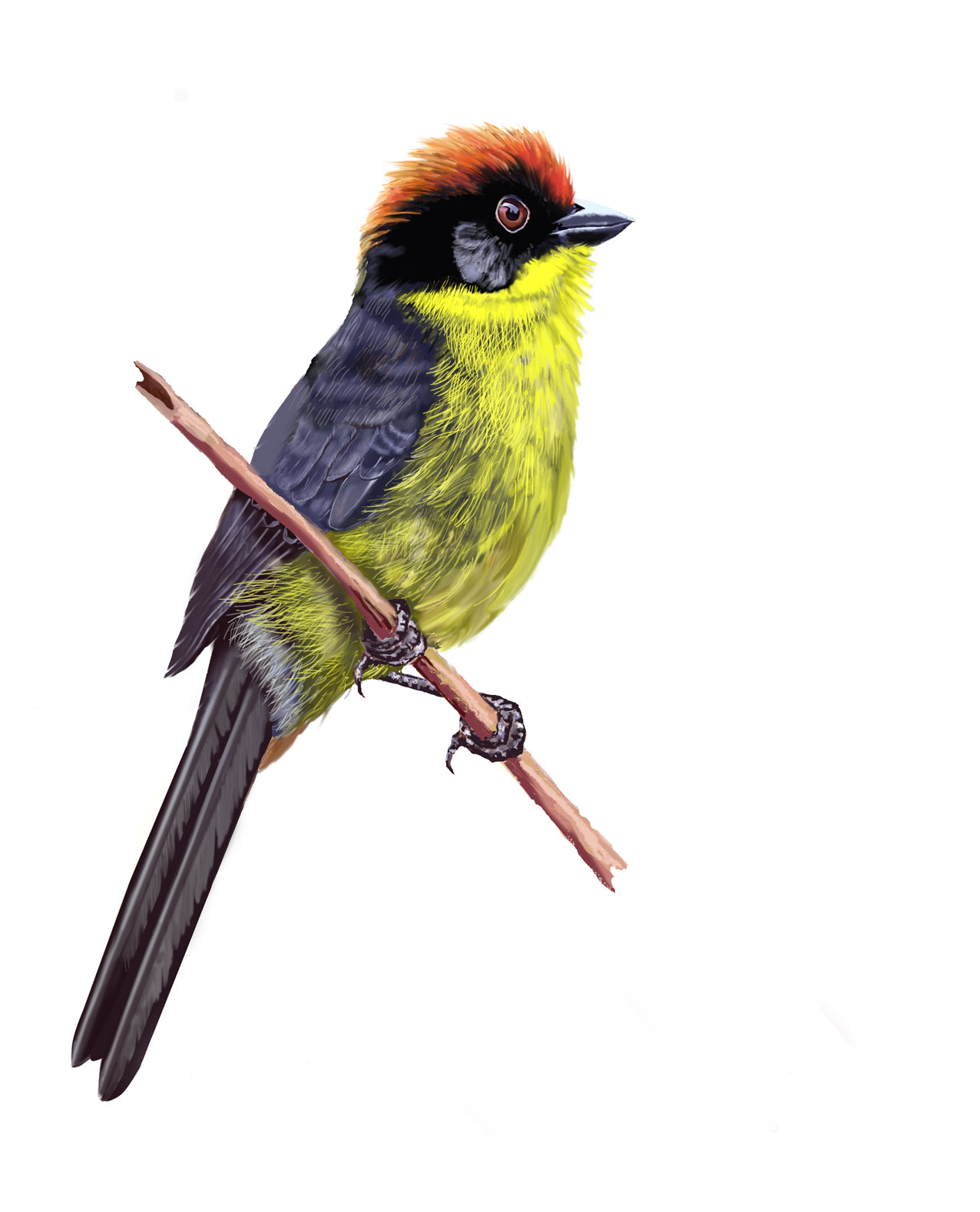
Atlapetes latinuchus yariguierum, Unterart der Gelbbrust-Buschammer

## Systematik
Gegenwärtig werden 29 Arten anerkannt, die in Mittelamerika und Südamerika heimisch sind. Folgende Arten werden unterschieden:
- Rotkappen-Buschammer (Atlapetes pileatus) Verbreitung: Mexiko
- Weißbart-Buschammer (Atlapetes albofrenatus) Verbreitung: Kolumbien
- Ockerbrust-Buschammer (Atlapetes semirufus) Verbreitung: Kolumbien, Venezuela
- Tepuibuschammer (Atlapetes personatus) Verbreitung: Venezuela
- Weißnacken-Buschammer (Atlapetes albinucha) Verbreitung: Mexiko, Guatemala, El Salvador, Honduras, Nicaragua, Costa Rica, Panama, Kolumbien
- Grauohr-Buschammer (Atlapetes melanocephalus) Verbreitung: nördliches Kolumbien
- Zimtstirn-Buschammer (Atlapetes pallidinucha) Verbreitung: Kolumbien, Ecuador, Venezuela, Peru
- Goldkopf-Buschammer (Atlapetes flaviceps) Verbreitung: Kolumbien, Bundesstaat Tolima
- Rußkopf-Buschammer (Atlapetes fuscoolivaceus) Verbreitung: südwestliches Kolumbien
- Goldscheitelbuschammer (Atlapetes crassus) Verbreitung: Kolumbien, Ecuador
- Dreifarben-Buschammer (Atlapetes tricolor) Verbreitung: Peru
- Brillenbuschammer (Atlapetes leucopis) Verbreitung: Ecuador, Kolumbien
- Gelbbrust-Buschammer (Atlapetes latinuchus) Verbreitung: Kolumbien, Ecuador, Peru,
- Antioquia-Buschammer (Atlapetes blancae) Verbreitung: Kolumbien, Bundesstaat Antioquia
- Rotohr-Buschammer (Atlapetes rufigenis) Verbreitung: Peru
- Forbesbuschammer (Atlapetes forbesi) Verbreitung: Peru
- Schwarzbrillen-Buschammer (Atlapetes melanopsis) Verbreitung: Peru
- Graubrust-Buschammer (Atlapetes schistaceus) Verbreitung: Kolumbien, Venezuela, Peru
- Spiegelbuschammer (Atlapetes leucopterus) Verbreitung: Ecuador, Peru
- Weißkopf-Buschammer (Atlapetes albiceps) Verbreitung: Ecuador, Peru
- Blasskopf-Buschammer (Atlapetes pallidiceps)Verbreitung: Ecuador
- Rotscheitel-Buschammer (Atlapetes seebohmi) Verbreitung: Ecuador, Peru
- Rostbauch-Buschammer (Atlapetes nationi) Verbreitung: Peru
- Schieferbuschammer (Atlapetes canigenis) Verbreitung: südliches Peru
- Vilcabambabuschammer (Atlapetes terborghi) Verbreitung: südliches Peru
- Schwarzgesicht-Buschammer (Atlapetes melanolaemus) Verbreitung: Peru, Bolivien
- Rotnacken-Buschammer (Atlapetes rufinucha) Verbreitung: Bolivien
- Braunbart-Buschammer (Atlapetes fulviceps) Verbreitung: Bolivien, Argentinien
- Schwarzbart-Buschammer (Atlapetes citrinellus) Verbreitung: Argentinien

## Bestand und Gefährdung
22 Arten gelten als ungefährdet. Drei Arten – die Rußkopf-Buschammer, die Rotohr-Buschammer und die Vilcabambabuschammer – stehen aufgrund ihrer eingeschränkten Verbreitungsgebiete auf der Vorwarnliste (Near Threatened). Drei weitere Arten – die Goldkopfbuschammer, die Schwarzbrillen-Buschammer und die Blasskopf-Buschammer gelten laut BirdLife International als „stark gefährdet“ (Endangered). Letztere Art hatte 2008 noch einen Bestand von 120 Paaren und wurde in die Kategorie „vom Aussterben bedroht“ (Critically endangered) klassifiziert. Dank erfolgreicher Schutzprojekte erhöht sich der Bestand wieder, so dass der Status im Jahre 2009 auf „stark gefährdet“ herabgestuft werden konnte. Eine Art – die Antioquia-Buschammer – wurde erst 2007 anhand von drei Museumsexemplaren beschrieben, von denen das jüngste aus dem Jahre 1971 stammt. Suchaktionen zur Wiederentdeckung der Art sind bisher fehlgeschlagen, so dass die Antioquia-Buschammer 2009 in die IUCN-Liste als vom Aussterben bedroht aufgenommen wurde.